# Entamoeba
Entamoeba és un gènere d'amoebozous paràsits o comensals d'animals, incloent-hi l'espècie humana.
L'any 1875, Fedor Lösch va descriure aquestes amebes (com "Amoeba coli") com la primera causa de la disenteria amèbica. El gènere Entamoeba el va definir Casagrandi i Barbagallo per a l'espècie Entamoeba coli, que són comensals. L'organisme de Lösch va ser reanomenat Entamoeba histolytica per part de Fritz Schaudinn el 1903; el qual va morir el 1906, per una infecció que ell mateix es va provocar per estudiar les amebes paràsites. Cap a finals de la dècada de 1950 la Comissió Internacional de Nomenclatura Zoològica va establir el nom del gènere definitivament com Entamoeba.

## Taxonomia
En humans es troben diverses espècies: Entamoeba histolytica responsable de l'amebosi, mentre d'altres com Entamoeba coli (que no s'ha de confondre amb Escherichia coli) i E. dispar són inofensives. A excepció d' Entamoeba gingivalis, que viu a la boca i d'E. moshkovskii, que es troba en sediments de llacs i rius, totes les espècies d'Entamoeba es troben en l'intestí dels animals que infecten. Entamoeba invadens causa una malaltia similar a la d'E. histolytica però en rèptils.